# Narva maantee (Tartu)
La route de Narva (estonien : Narva maantee ou Narva mnt) est une voie de Tartu en Estonie.

## Présentation
Narva maantee est une rue des quartiers Ülejõe et Raadi-Kruusamäe de Tartu. 
La longueur de la rue est de 2,8 km.

## Lieux et bâtiments

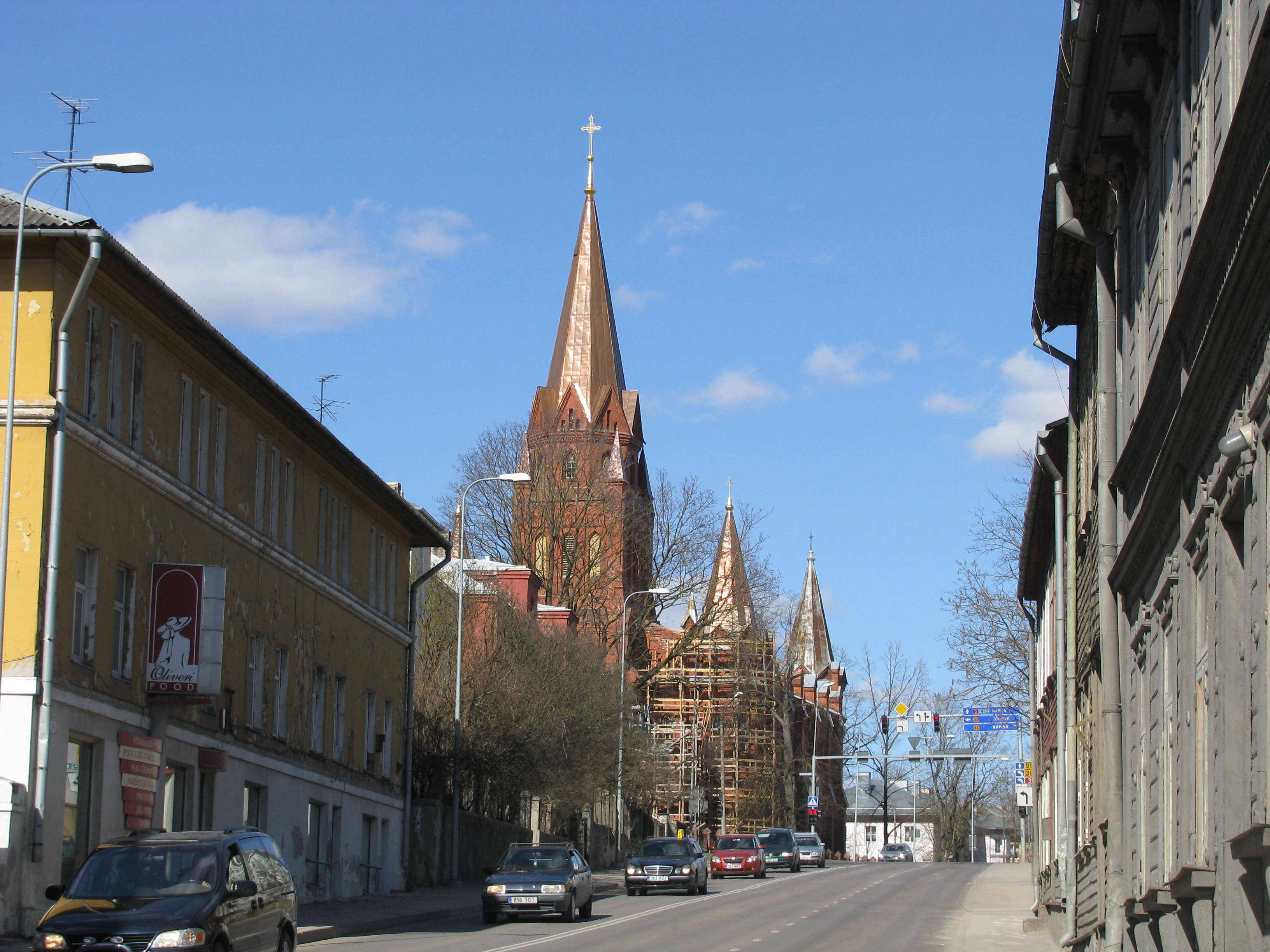
Narva mnt.
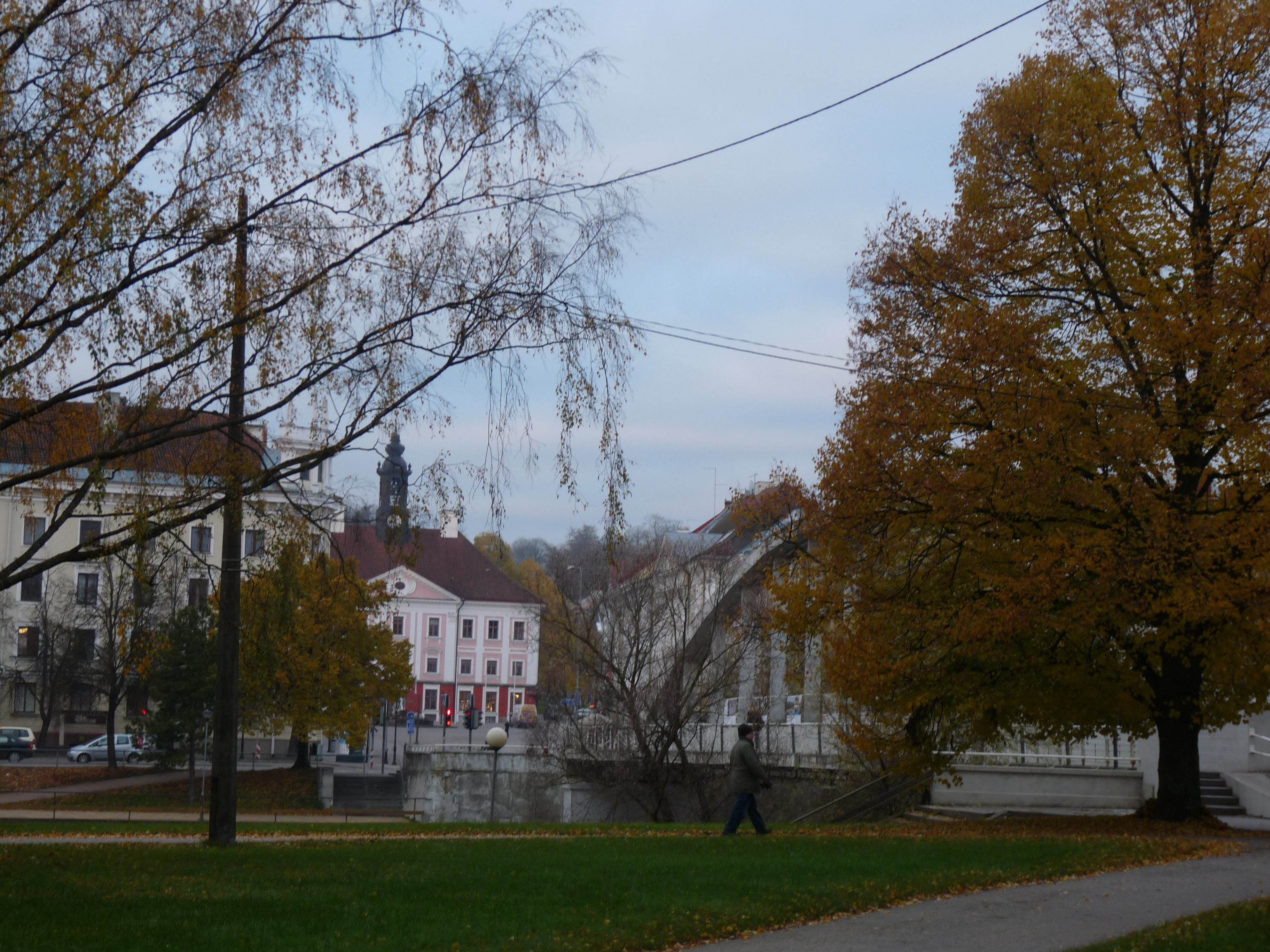
Narva 2, Parc de Holm.
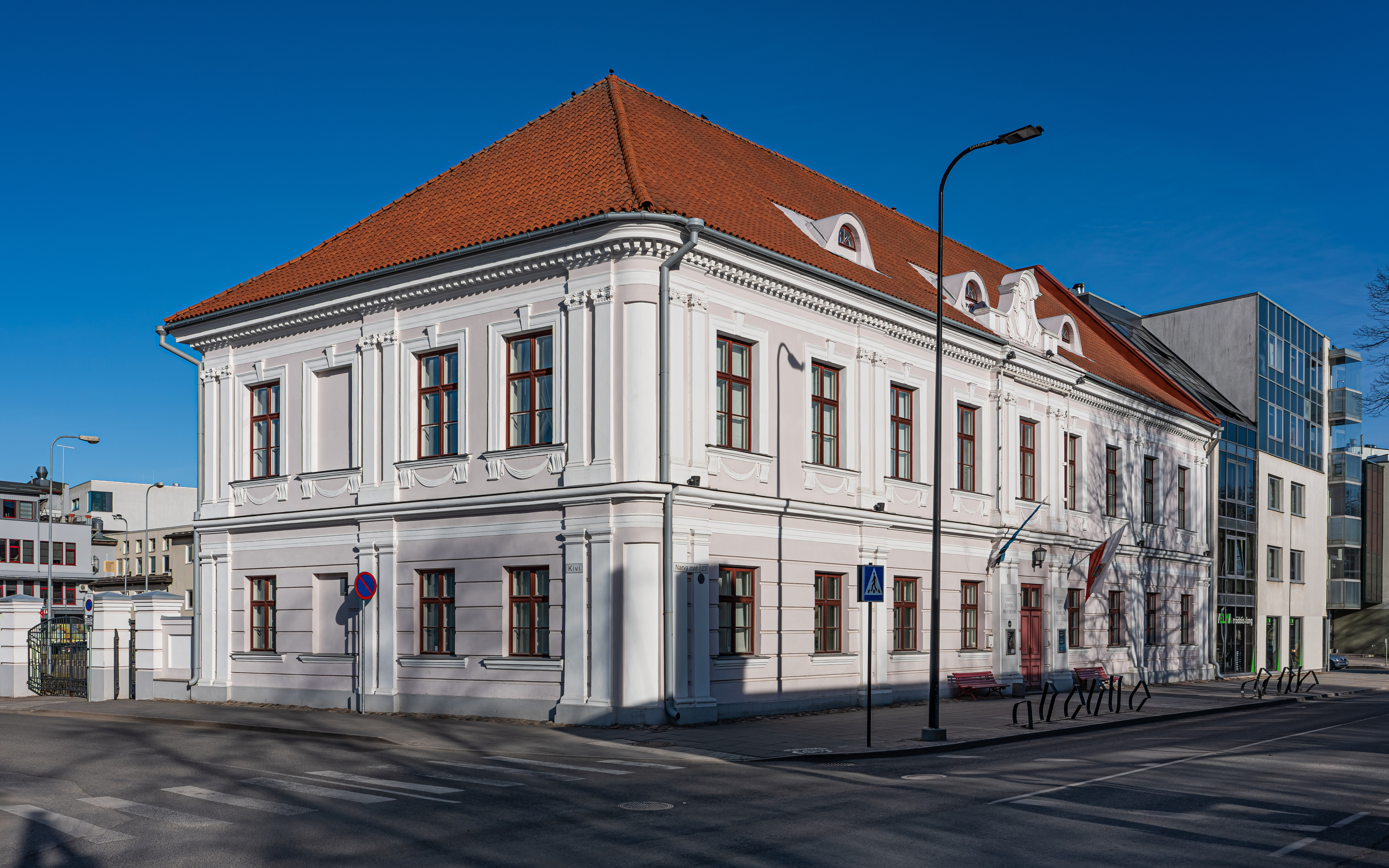
Narva 23, Maison de Catherine
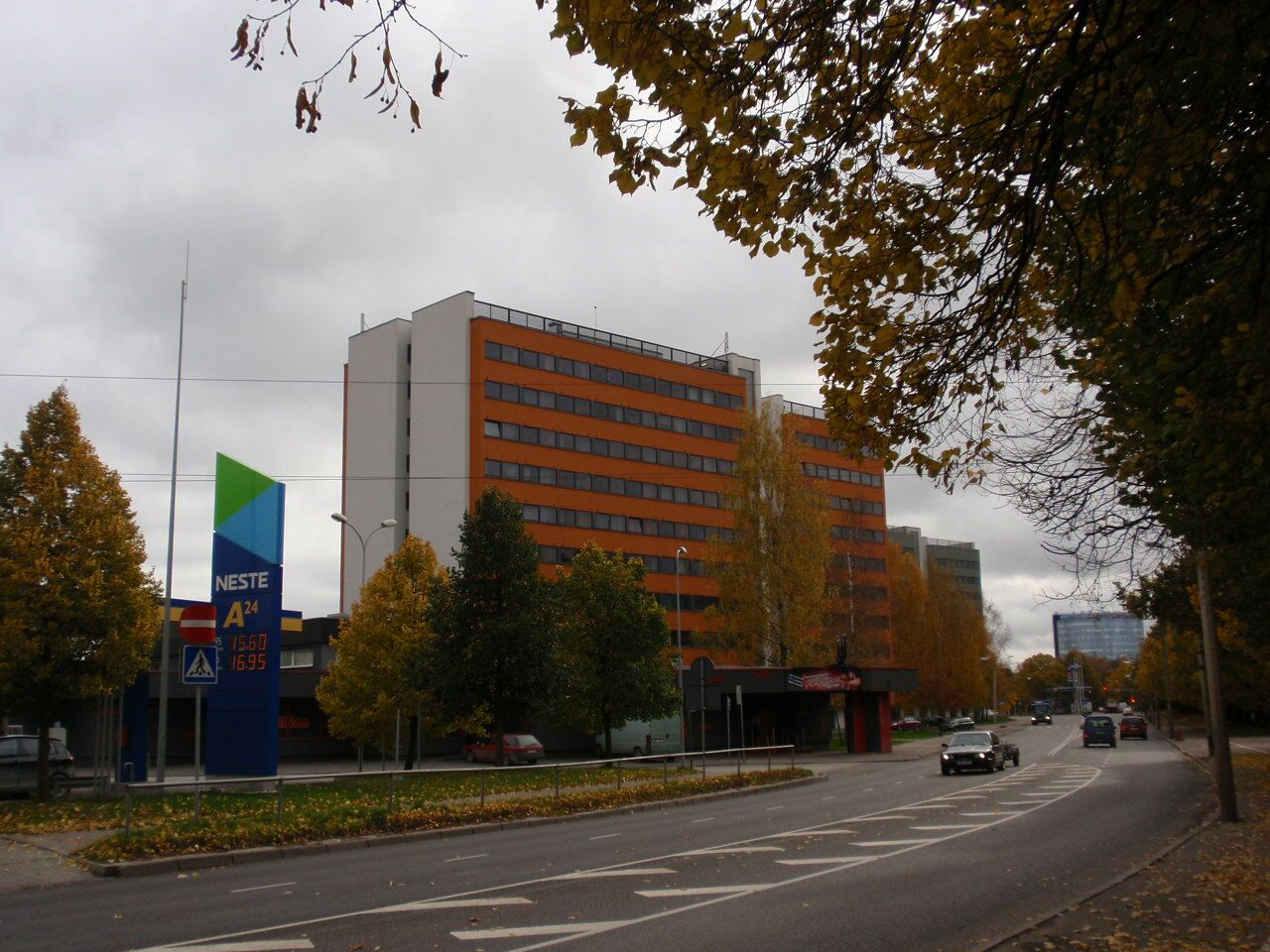
Narva 27, Université de Tartu
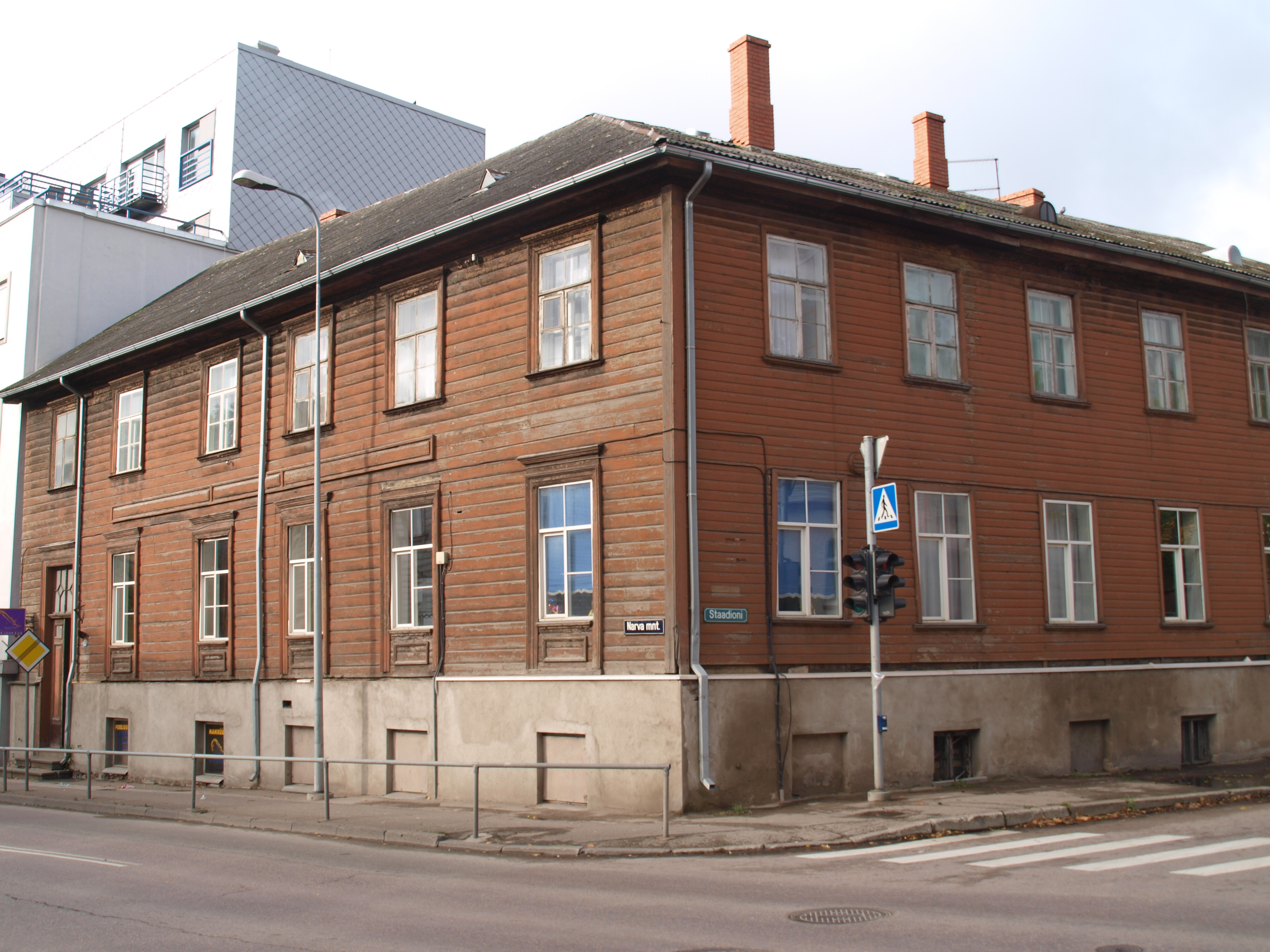
Narva mnt  86
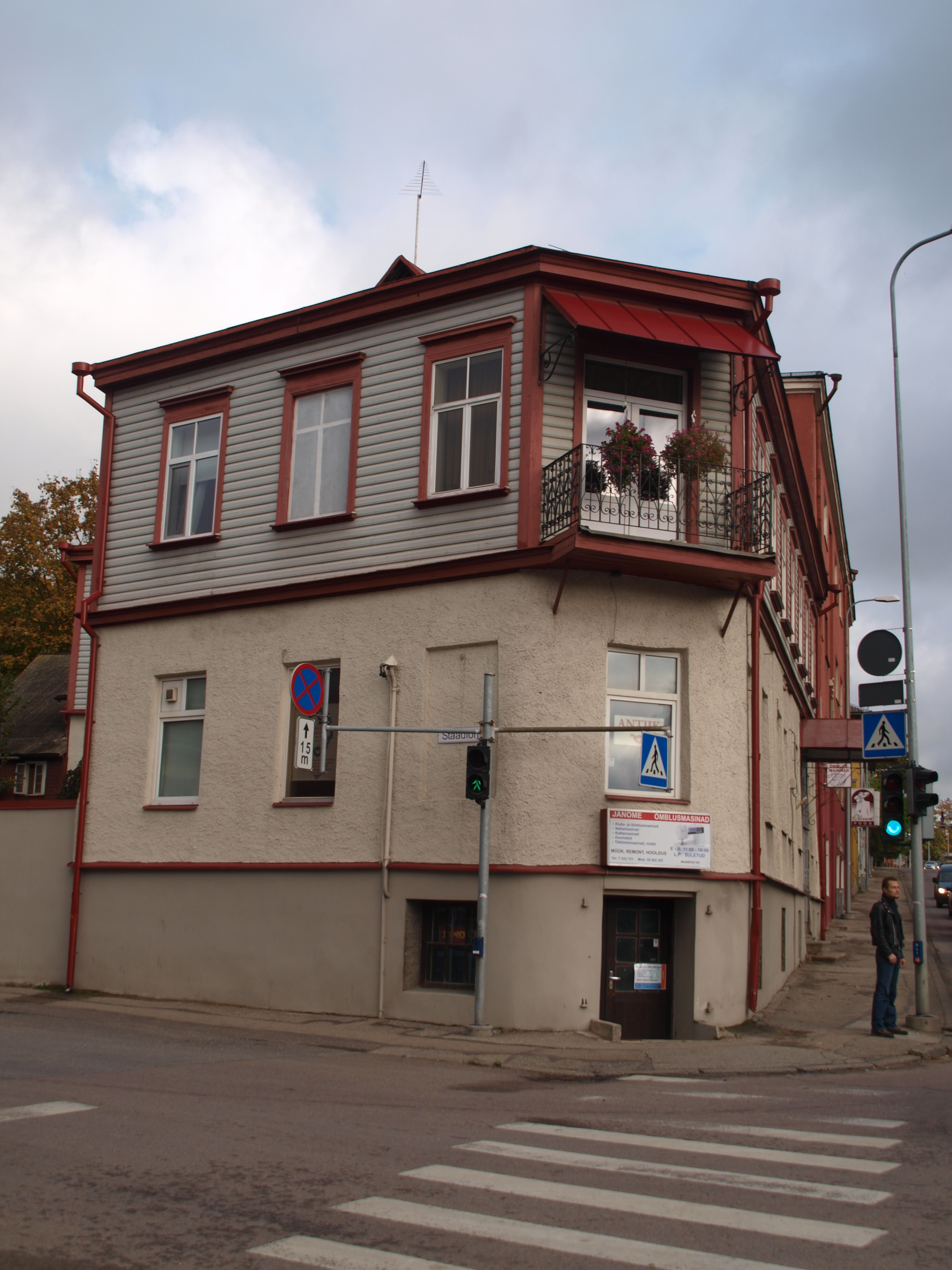
Narva mnt  88
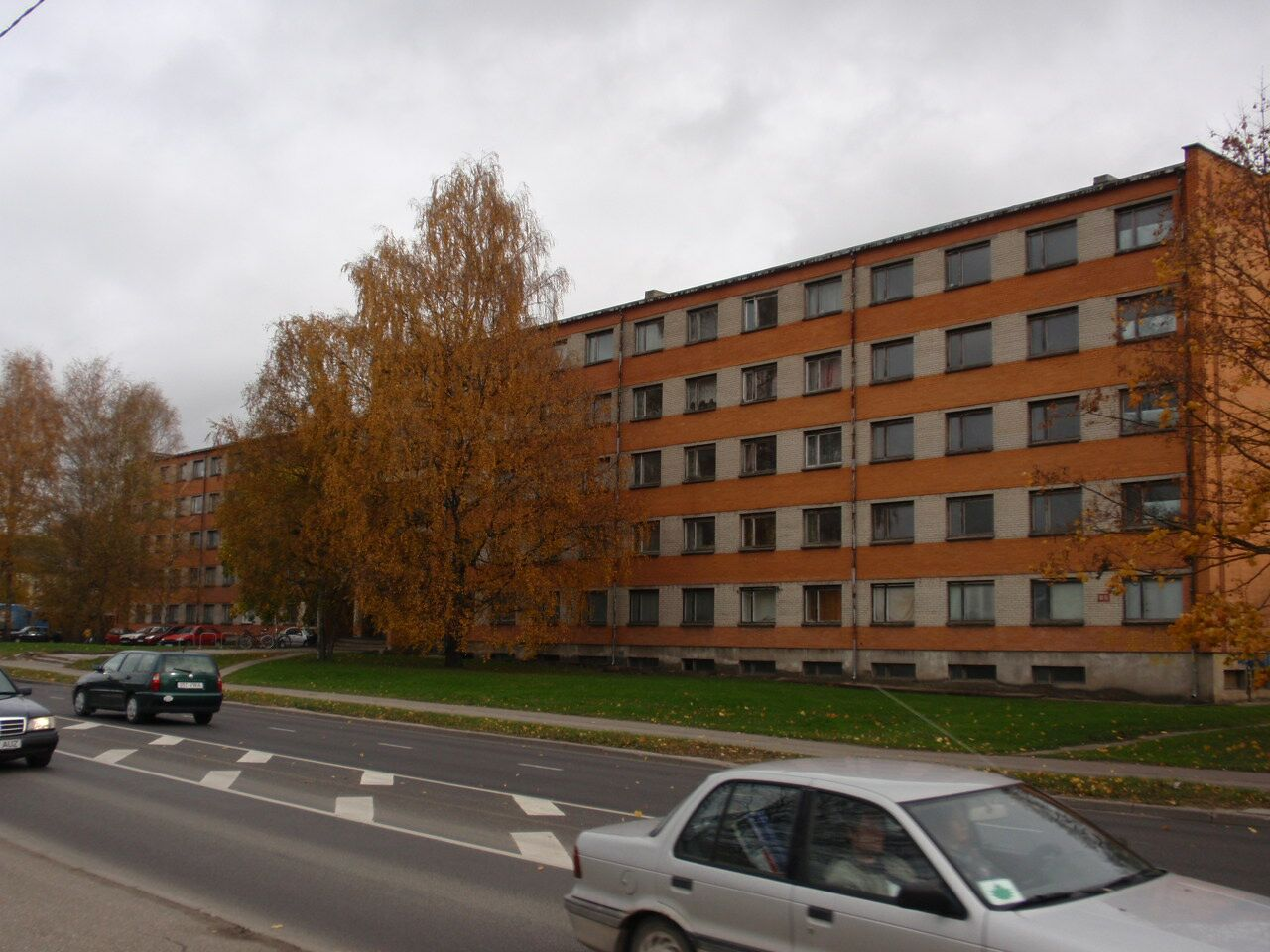
Narva 89
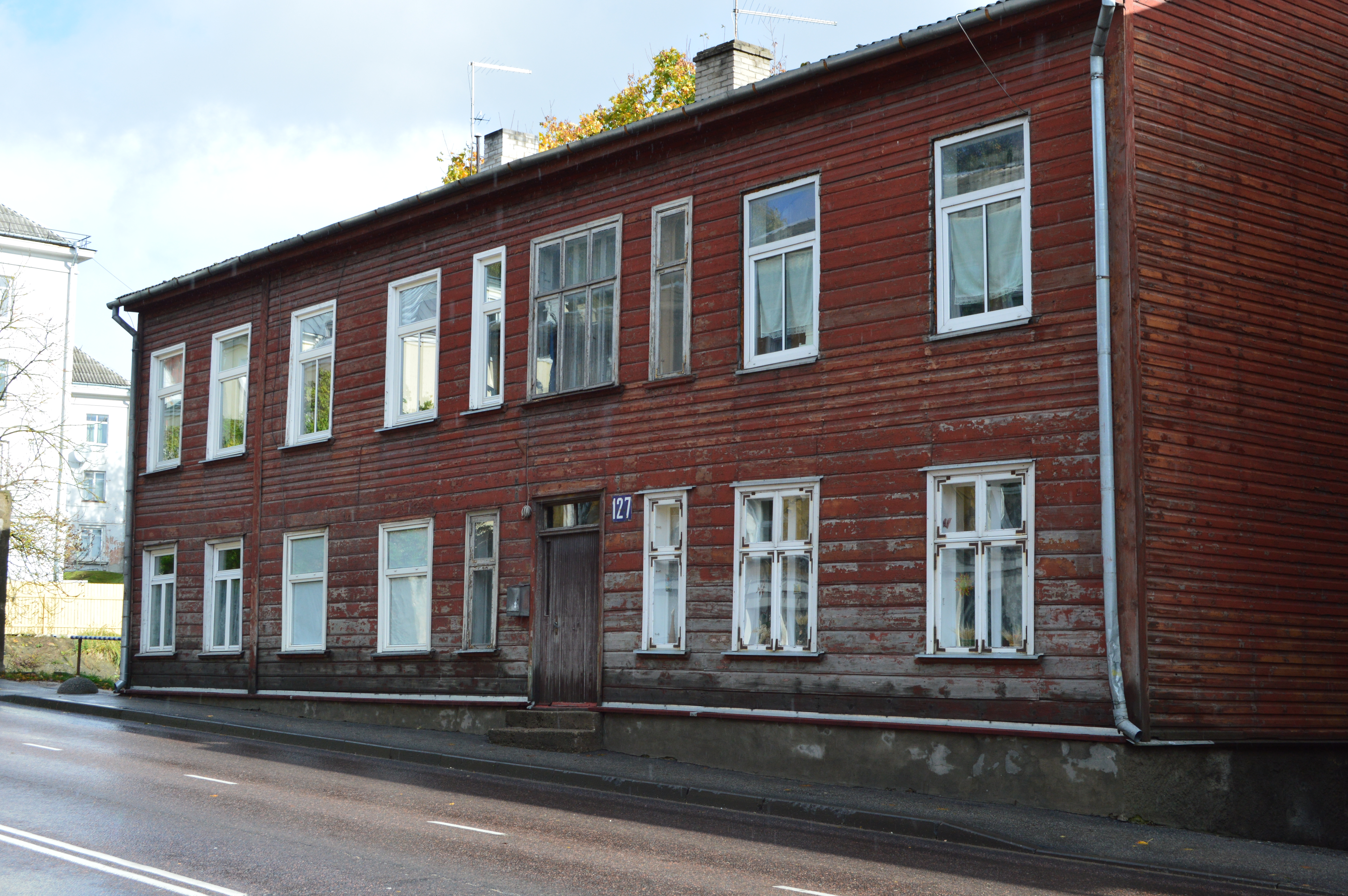
Narva mnt 127
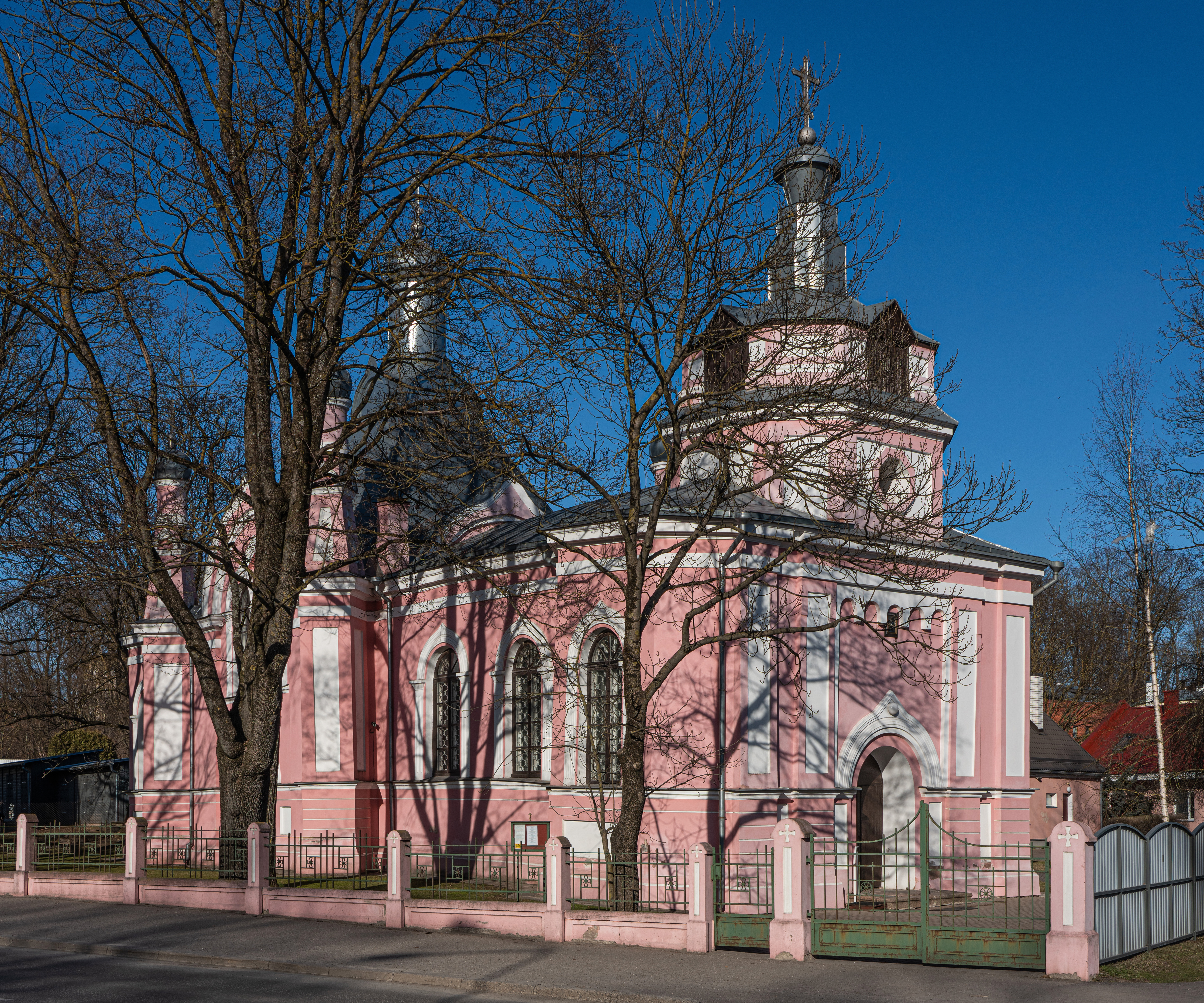
Narva 105, Église Saint-Georges de Tartu
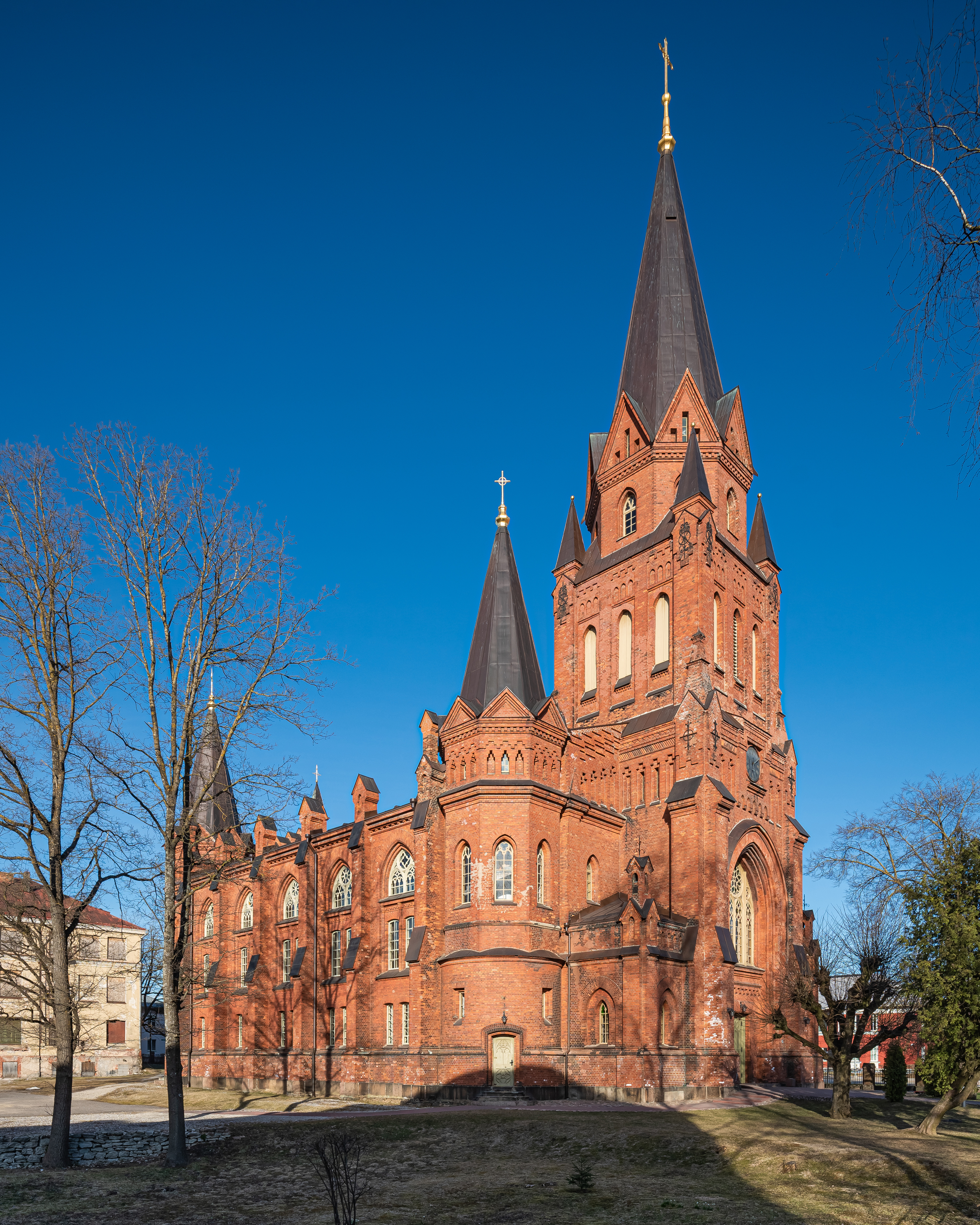
Narva 104, Église Saint-Pierre de Tartu
Supermarché Maxima.